# Helcmanovce
Helcmanovce (in ungherese Nagykuncfalva, in tedesco Helcmanowitz) è un comune della Slovacchia facente parte del distretto di Gelnica, nella regione di Košice.